# Kirchbrünnlein
Kirchbrünnlein ist ein Gemeindeteil der Gemeinde Regnitzlosau im Landkreis Hof (Oberfranken, Bayern).

## Geografie
Der Weiler liegt fünf Kilometer östlich von Regnitzlosau nahe der Staatsgrenze zur Tschechischen Republik. Die einen halben Kilometer nordnordöstlich von Kirchbrünnlein verlaufende Grenze wird von der Südlichen Regnitz gebildet. Entlang dem Flusslauf besteht seit 2001 das gut 145 Hektar große Naturschutzgebiet Südliche Regnitz und Zinnbach. Der aus einem kleinen Kernort und einigen umliegenden Gehöften bestehende Weiler ist über zwei Gemeindeverbindungsstraßen erreichbar, die bei Prex und Oberprex von der Kreisstraße HO 4 abzweigen.

## Baudenkmal
Das aus dem 18./19. Jahrhundert stammende Wohnhaus mit der Hausnummer 60 steht als Baudenkmal unter Denkmalschutz.